# Фотоэлектронная спектроскопия с угловым разрешением

Принципиальная схема спектрометра для фотоэлектронной спектроскопии с угловым разрешением

Фотоэлектронная спектроскопия с угловым разрешением (англ. Angle-resolved photoemission spectroscopy) — метод спектроскопии, использующий пучок света высокой энергии, взаимодействующий с поверхностью исследуемого материала и спектрометром с угловым разрешением для детектирования энергии выбитых электронов. Позволяет измерять закон дисперсии электронов в материале и его зонную структуру.

## Основания
Взаимодействие излучения с веществом изучали в 19 веке Александр Беккерель, который открыл фотоэффект, Генрих Герц, Александр Столетов. Было установлено, что свет выбивает электроны из материала, энергия которых зависит только от энергии падающих квантов света. Объяснение этому эффекту в 1905 году дал Альберт Эйнштейн. Его уравнение для фотоэффекта выглядит так:
{\displaystyle h\nu =E_{k}+\phi ,}
где h — постоянная Планка, ν — частота фотона, φ — работа выхода, Ek — кинетическая энергия свободного электрона. Если принять, что электрон в материале уже обладает энергией связи Ei относительно уровня Ферми, то кинетическая энергия выбитого электрона находится из закона сохранения энергии:
{\displaystyle E_{k}=h\nu -\phi -E_{i}.}